# Air Åland
Air Åland AB was van 2005 tot 1 juli 2012 de lokale luchtvaartmaatschappij van de Finse regio Åland, met het hoofdkantoor op luchthaven Mariehamn.
De maatschappij onderhield een- tot driemaal daags verbinding met Helsinki (luchthaven Helsinki-Vantaa) en op werkdagen tweemaal daags met Stockholm (luchthaven Stockholm-Arlanda).

## Geschiedenis
De luchtvaartmaatschappij werd opgericht op 14 januari 2005. De maatschappij was gemeenschappelijk eigendom van een aantal ondernemers in Åland, die beoogden een goede vliegverbinding naar Finland en Zweden te onderhouden.
Op 1 juli 2012 ging de exploitatie van de maatschappij over in handen van de Zweedse maatschappij Nextjet. De naam Air Åland bleef bestaan als touroperator.

## Vloot (tot 2012)
De vloot bestond uit twee Saab 340A turboprop-toestellen met 33 zitplaatsen.